# Ивановице-Дворске
Иванови́це-Дво́рске (пол. Iwanowice Dworskie) — село в Польше в сельской гмине Ивановице Краковского повета Малопольского воеводства.
Село располагается в 2 км от административного центра гмины села Ивановице-Влосцяньске и в 18 км от административного центра воеводства города Краков. Находится при воеводской дороге № 773.
В 1975—1998 годах село входило в состав Краковского воеводства.